# Otero County, New Mexico
Otero County är ett administrativt område i delstaten New Mexico, USA, med 63 797 invånare. Den administrativa huvudorten (county seat) är Alamogordo. 
Holloman Air Force Base och delar av Fort Bliss och White Sands National Monument ligger i countyt. 

## Geografi
Enligt United States Census Bureau har countyt en total area på 17 164 km². 17 161 km² av den arean är land och 3 km² är vatten. 

### Angränsande countyn
- Doña Ana County, New Mexico - väst
- Sierra County, New Mexico - nordväst
- Lincoln County, New Mexico - nord
- Chaves County, New Mexico - öst
- Eddy County, New Mexico - öst
- Culberson County, Texas - sydöst
- Hudspeth County, Texas - syd
- El Paso County, Texas - sydväst